# Pedaliodes proerna
Pedaliodes proerna är en fjärilsart som beskrevs av William Chapman Hewitson 1861. Pedaliodes proerna ingår i släktet Pedaliodes och familjen praktfjärilar. Inga underarter finns listade i Catalogue of Life.